# Beaver Creek Resort
Beaver Creek Resort är en vintersportort i Colorado, USA.
Skidområdet Beaver Creek Resort ligger i närheten av Avon, Colorado och består av tre byar – Beaver Creek Village, Bachelor Gulch och Arrowhead. Beaver Creek har arrangerat flera deltävlingar vid världscupen i alpin skidåkning. Här hölls även tävlingar vid världsmästerskapen i alpin skidsport 1999 och 2015. 
Avons postnummer (81620) används för hela Beaver Creek.